# Теорема Монтеля о компактном семействе функций
Теорема Монтеля об условиях компактности семейства голоморфных функций или принцип  компактности:  
| Пусть {\displaystyle \{f_{\alpha }(z)\}} ― бесконечное семейство голоморфных функций в области {\displaystyle D} комплексной плоскости {\displaystyle z}; тогда для того чтобы это семейство было предкомпактным, то есть чтобы из любой последовательности {\displaystyle f_{\alpha _{i}}} можно было выделить подпоследовательность, равномерно сходящуюся локально внутри {\displaystyle D}, необходимо и достаточно, чтобы семейство было равномерно ограничено локально внутри {\displaystyle D}. |

Теорема Монтеля обобщается на  области {\displaystyle D} в пространстве {\displaystyle \mathbb {C} ^{n}}, {\displaystyle n>1}.
Теорема Монтеля есть следствие теоремы Арцела-Асколи, оценок на производные аналитической функции (неравенства Коши) и сепарабельности всякой области в {\displaystyle \mathbb {C} ^{n}}.

## Следствия
- Следствием теоремы Монтеля является следующий факт: Если область {\displaystyle D} компактно лежит в области {\displaystyle G}, тогда оператор ограничения на область D функций, голоморфных в G, компактен (в топологии локально-равномерной сходимости функций).
- Теорема Монтеля используется при доказательстве теоремы Римана о конформном отображении (нужное конформное отображение ищется как то, которое максимизирует модуль производной в некоторой точке, а существование такого отображения следует из непрерывности этого функционала и компактности семейства функций со значениями в единичном круге).